# 楊佩芬
楊佩芬（？—？），四川省酉陽直隸州秀山縣人，字通元，生於1851年。光緒十一年中舉，光緒十五年[1889年]中進士。1891年作貴州荔波縣知縣，1893年調餘慶縣任知縣，1900年升黎平府同知，1901年8月12日寅時歿於貴州天柱縣任所，後誥封為奉政大夫.
光緒十五年（1889年）己丑科三甲142名進士，分发各省以知县即用。光绪二十四年（1898年）任貴州天柱縣知縣。
秀山城南五里外平凱東街大院，朝門上高懸一匾書進士第三個大字.